# Sitalia severini
Sitalia severini är en skalbaggsart som först beskrevs av Lewis 1892.  Sitalia severini ingår i släktet Sitalia och familjen stumpbaggar. Inga underarter finns listade i Catalogue of Life.